# USS Hobby (DD-610)
DD 610 Hobby (Корабль соединённых штатов Хобби) — американский эсминец типа Benson.
Заложен на верфи Bethlehem Steel, San Francisco 30 июня 1941 года. Заводской номер: 5373. Спущен 4 июня 1942 года, вступил в строй 18 ноября 1942 года.
Выведен в резерв 1 февраля 1946 года. Из состава ВМС США исключён 1 июля 1971 года.
28 июня 1972 года потоплен как цель ракетами, артиллерийским огнём и авиацией близ побережья Южной Каролины.